# Kúty
Kúty (německy: Kutti, maďarsky: Jókút – od 1902 Kutti – zastarale také Kuti) jsou obec na západním Slovensku poblíž trojmezí hranic Slovenska, České republiky a Rakouska. Přísluší pod okres Senica v Trnavském kraji. Státní hranice s Českem na hraniční řece Moravě je vzdálena jen 3 km.

## Geografie
Z dřívější vsi s jednou oboustranně zastavěnou ulicí se vyvinula obec se 4006 obyvateli ležící severně od řeky Myjavy a východně od řeky Moravy. Obec leží v rozsáhlé rovinaté krajině Záhoří se stejnojmennou pahorkatinou přímo na západě země.
Pahorkatina Záhoří je předhůřím Malých Karpat, mírným horským pásmem hlavního řetězce.

## Sousední obce
Na severu je sousední obcí Brodské, východně jsou Šaštín-Stráže, na jihu je Moravský Svätý Ján, a na druhém břehu řeky Moravy je rakouská obec Rabensburg a Hohenau. Nyní je možný přechod do Rakouska přes most u Hohenau, postavený v roce 2005, který nahradil provizorní pontonový most z roku 1990.

## Historie

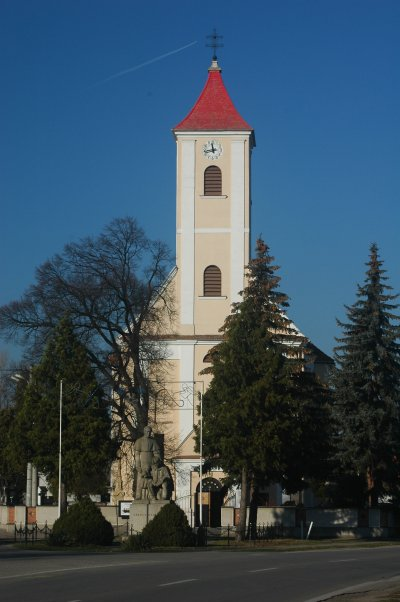
Kostel

Podle archeologických vykopávek bylo místo osídleno již v době bronzové.
Poprvé bylo místo písemně uvedeno jako "Kuth" v roce 1392 a v roce 1498 je zapsáno jako "Kwhty".
Ve středověku patřila osada pod panství hradu Ostrý kameň, později byla majetkem rodu z Czoboru. 1645 byla obec vypálena. V roce 1678 je zapsána darovací listina o místě se třemi mlýny. Od 1736 patří Kúty Habsburkům.

## Pamětihodnosti
- Kaple svaté Anny byla poprvé písemně zmíněna v roce 1707
- Kostel svatého Josefa z Nazaretu byl postaven v letech 1717–1726. V roce 1841 byla dokončena kostelní věž.
- Zvonice byla postavena v roce 1826.

## Doprava
Východně od obce je velmi důležitá pohraniční železniční stanice na mezinárodní železniční trati Bratislava–Břeclav spojující Slovensko s Českem. Asi 2 km západně probíhá severojižní slovenská dálnice D2, případně evropská silnice E65.

## Osobnosti
- Andrej Ľudovít Radlinský (1817–1879) – působil v místě a je tu také pochovaný. Byl slovenský římskokatolický duchovní, jazykovědec, náboženský spisovatel. Založil Spolek svatého Vojtěcha a byl spoluzakladatel Matice slovenské.
- PhDr. Pavol Palkovič, DrSc. (1930–2009) – v místě se narodil. Byl slovenský divadelní a literární teoretik.
- Mgr. Jozef Mikuš, (1934–1997) – v místě se narodil a je tu také pohřben. Byl středoškolský pedagog, regionální historik, propagátor regionální historie a jedním ze zakladatelů gorazdovské tradice.